# Найкращі снайпери НХЛ (кар'єра)
Найкращі снайпери НХЛ — це список хокеїстів ліги, котрі за свою кар'єру в НХЛ забили найбільшу кількість голів.
Перше місце у списку посідає Вейн Грецкі, з результатом у 894 точних влучання. Окрім нього лише Горді Хоу має показник більш ніж у вісімсот закинутих шайб. Ще четверо хокеїстів (Бретт Халл, Марсель Діонн, Філ Еспозіто та Майк Гартнер) подолали позначку у сімсот закинутих шайб.

## Список
Пояснення: 
Жирним шрифтом виділені прізвища хокеїстів, котрі продовжують свої виступи в лізі; 
Після зазначення років виступів гравців, у дужках вказана кількість сезонів, в котрих хокеїст зіграв хоча б один матч; 
Хокеїсти, прапор перед прізвищами котрих відсутній — є канадійцями; 
Після назви клубу, за який виступав гравець, у дужках вказана загальна кількість голів, забитих хокеїстом у даному клубі.
Останнє оновлення: 27 листопада 2013 року

## Регулярний чемпіонат
| №  | Гравець         | Роки виступів  | Ігри | Голи | Сер.  | Клуби |
| -- | --------------- | -------------- | ---- | ---- | ----- | --- |
| 1  | Вейн Грецкі     | 1979-1999 (20) | 1487 | 894  | 0,601 | «Едмонтон» (583), «Лос-Анжелес» (246), «Сент-Луїс» (8), «Рейнжерс» (57)                                                   |
| 2  | Горді Хоу       | 1946-1980 (26) | 1767 | 801  | 0,453 | «Детройт» (786), «Гартфорд» (15)                                                                                          |
| 3  | Бретт Халл      | 1986-2006 (19) | 1269 | 741  | 0,584 | «Калгарі» (27), «Сент-Луїс» (527), «Даллас» (95), «Детройт» (92)                                                          |
| 4  | Марсель Діонн   | 1971-1989 (18) | 1348 | 731  | 0,542 | «Детройт» (139), «Лос-Анджелес» (550), «Рейнджерс» (42)                                                                   |
| 5  | Філ Еспозіто    | 1963-1981 (18) | 1282 | 717  | 0,559 | «Чикаго» (74), «Бостон» (459), «Рейнджерс» (184)                                                                          |
| 6  | Майк Гартнер    | 1979-1998 (19) | 1432 | 708  | 0,494 | «Вашингтон» (397), «Норз-Старс» (41), «Рейнджерс» (173), «Торонто» (53), «Фінікс» (44)                                    |
| 7  | Марк Мессьє     | 1979-2004 (25) | 1756 | 694  | 0,395 | «Едмонтон» (392), «Рейнджерс» (250), «Ванкувер» (52)                                                                      |
| 8  | Стів Айзерман   | 1983-2006 (22) | 1514 | 692  | 0,457 | «Детройт» (692) |
| 9  | Маріо Лем'є     | 1984-2006 (17) | 915  | 690  | 0,754 | «Піттсбург» (690) |
| 10 | Яромир Ягр      | з 1990 (20)    | 1415 | 690  | 0,488 | «Піттсбург» (439), «Вашингтон» (83), «Рейнджерс» (124), «Філадельфія» (19), «Даллас» (14), «Бостон» (2), «Нью-Джерсі» (9) |
| 11 | Теему Селянне   | з 1992 (21)    | 1408 | 678  | 0,482 | «Вінніпег-1972» (147), «Анагайм» (451), «Сан-Хосе» (64), «Колорадо» (16)                                                  |
| 12 | Люк Робітайл    | 1986-2006 (19) | 1431 | 668  | 0,467 | «Лос-Анжелес» (557), «Піттсбург» (23), «Рейнджерс» (47), «Детройт» (41)                                                   |
| 13 | Брендан Шенаген | 1987-2009 (21) | 1524 | 656  | 0,430 | «Нью-Джерсі» (94), «Сент-Луїс» (156), «Гартфорд» (45), «Детройт» (309), «Рейнджерс» (52)                                  |
| 14 | Дейв Андрейчук  | 1982-2006 (23) | 1639 | 640  | 0,390 | «Баффало» (368), «Торонто» (120), «Нью-Джерсі» (64), «Бостон» (19), «Колорадо» (1), «Тампа-Бей» (68)                      |
| 15 | Джо Сакік       | 1988-2009 (20) | 1389 | 625  | 0,450 | «Квебек» (234), «Колорадо» (391)                                                                                          |
| 16 | Боббі Халл      | 1957-1980 ()   | 1063 | 610  | 0,574 | «Чикаго» (604), «Вінніпег-1972» (4), «Гартфорд» (2)                                                                       |
| 17 | Діно Сісареллі  | 1980-1999 (19) | 1232 | 608  | 0,494 | «Норз-Старс» (332), «Вашингтон» (112), «Детройт» (107), «Тампа-Бей» (46), «Флорида» (11)                                  |
| 18 | Ярі Куррі       | 1980-1998 (17) | 1251 | 601  | 0,480 | «Едмонтон» (474), «Лос-Анжелес» (108), «Рейнджерс» (1), «Анагайм» (13), «Колорадо» (5)                                    |
| 19 | Марк Реккі      | 1988-2011 (22) | 1652 | 577  | 0,349 | «Піттсбург» (154), «Філадельфія» (232), «Монреаль» (120), «Кароліна» (4), «Атланта» (12), «Тампа-Бей» (13), «Бостон» (42) |
| 20 | Майк Боссі      | 1977-1987 (10) | 752  | 573  | 0,762 | «Айлендерс» (573) |
| 21 | Матс Сундін     | 1990-2009 (18) | 1346 | 564  | 0,419 | «Квебек» (135), «Торонто» (420), «Ванкувер» (9)                                                                           |
| 22 | Джо Нуіндайк    | 1986-2007 (20) | 1257 | 564  | 0,449 | «Калгарі» (314), «Даллас» (178), «Нью-Джерсі» (19), «Торонто» (22), «Флорида» (31)                                        |
| 23 | Майк Модано     | 1989-2011 (21) | 1499 | 561  | 0,374 | «Норз-Старс» (123), «Даллас» (434), «Детройт» (4)                                                                         |
| 24 | Гі Лефлер       | 1971-1991 (17) | 1126 | 560  | 0,497 | «Монреаль» (518), «Рейнджерс» (18), «Квебек» (24)                                                                         |
| 25 | Джонні Буцик    | 1955-1978 (23) | 1540 | 556  | 0,361 | «Детройт» (11), «Бостон» (545)                                                                                            |
| 26 | Рон Френсіс     | 1981-2004 (23) | 1731 | 549  | 0,317 | «Гартфорд» (264), «Піттсбург» (164), «Кароліна» (118), «Торонто» (3)                                                      |
| 27 | Мішель Гуле     | 1979-1994 (15) | 1089 | 548  | 0,503 | «Квебек» (456), «Чикаго» (92)                                                                                             |
| 28 | Моріс Рішар     | 1942-1960 (18) | 978  | 544  | 0,556 | «Монреаль» (544) |
| 29 | Стен Микита     | 1958-1980 (22) | 1394 | 541  | 0,388 | «Чикаго» (541) |
| 30 | Кейт Ткачук     | 1991-2010 (18) | 1201 | 538  | 0,448 | «Вінніпег-1972» (144), «Фінікс» (179), «Сент-Луїс» (208), «Атланта» (7)                                                   |

### Голи в більшості
Нижче поданий список гравців, котрі в регулярних чемпіонатах НХЛ забили найбільшу кількість голів в той час, коли їх команда перебувала у чисельній більшості.
| №  | Гравець         | Роки виступів  | Ігри | Голи | ГБ  | Клуби                                                                                              |
| -- | --------------- | -------------- | ---- | ---- | --- | -------------------------------------------------------------------------------------------------- |
| 1  | Дейв Андрейчук  | 1982-2006 (23) | 1639 | 640  | 274 | «Баффало» (161), «Торонто» (53), «Нью-Джерсі» (14), «Бостон» (7), «Колорадо» (1), «Тампа-Бей» (38) |
| 2  | Бретт Халл      | 1986-2006 (19) | 1269 | 741  | 265 | «Калгарі» (4), «Сент-Луїс» (195), «Даллас» (37), «Детройт» (29)                                    |
| 3  | Теему Селянне   | з 1992 (21)    | 1408 | 678  | 252 | «Вінніпег-1972» (49), «Анагайм» (179), «Сан-Хосе» (18), «Колорадо» (6)                             |
| 4  | Філ Еспозіто    | 1963-1981 (18) | 1282 | 717  | 249 | «Чикаго» (14), «Бостон» (153), «Рейнджерс» (82)                                                    |
| 5  | Люк Робітайл    | 1986-2006 (19) | 1431 | 668  | 247 | «Лос-Анжелес» (210), «Піттсбург» (5), «Рейнджерс» (16), «Детройт» (16)                             |
| 6  | Брендан Шенаген | 1987-2009 (21) | 1524 | 656  | 237 | «Нью-Джерсі» (28), «Сент-Луїс» (52), «Гартфорд» (17), «Детройт» (115), «Рейнджерс» (25)            |
| 7  | Маріо Лем'є     | 1984-2006 (17) | 915  | 690  | 236 | «Піттсбург» (236)                                                                                  |
| 8  | Марсель Діонн   | 1971-1989 (18) | 1348 | 731  | 234 | «Детройт» (35), «Лос-Анджелес» (172), «Рейнджерс» (27)                                             |
| 9  | Діно Сісареллі  | 1980-1999 (19) | 1232 | 608  | 232 | «Норз-Старс» (130), «Вашингтон» (28), «Детройт» (52), «Тампа-Бей» (15), «Флорида» (7)              |
| 10 | Майк Гартнер    | 1979-1998 (19) | 1432 | 708  | 217 | «Вашингтон» (98), «Норз-Старс» (18), «Рейнджерс» (66), «Торонто» (18), «Фінікс» (17)               |

### Голи в меншості
Нижче поданий список гравців, котрі в регулярних чемпіонатах НХЛ забили найбільшу кількість голів в той час, коли їх команда перебувала у чисельній меншості.
| №  | Гравець        | Роки виступів  | Ігри | Голи | ГМ | Клуби                                                |
| -- | -------------- | -------------- | ---- | ---- | -- | ---------------------------------------------------- |
| 1  | Вейн Грецкі    | 1979-1999 (20) | 1487 | 894  | 73 | «Едмонтон» (55), «Лос-Анжелес» (17), «Сент-Луїс» (1) |
| 2  | Марк Мессьє    | 1979-2004 (25) | 1756 | 694  | 63 | «Едмонтон» (36), «Рейнджерс» (23), «Ванкувер» (4)    |
| 3  | Стів Айзерман  | 1983-2006 (22) | 1514 | 692  | 50 | «Детройт» (50)                                       |
| 4  | Маріо Лем'є    | 1984-2006 (17) | 915  | 690  | 49 | «Піттсбург» (49)                                     |
| 5  | Роберт Горінг  | 1969-1985 (16) | 1107 | 375  | 40 | «Лос-Анджелес» (20), «Айлендерс» (18), «Бостон» (2)  |
| 6  | Девід Пулін    | 1982-1995 (13) | 724  | 205  | 39 | «Філадельфія» (27), «Бостон» (9), «Вашингтон» (3)    |
| 7  | Ярі Куррі      | 1980-1998 (17) | 1251 | 601  | 37 | «Едмонтон» (29), «Лос-Анжелес» (8)                   |
| 8  | Сергій Федоров | 1971-1989 (18) | 1248 | 483  | 36 | «Детройт» (31), «Анагайм» (2), «Колумбус» (3)        |
| 9  | Теорен Флері   | 1988-2003 (15) | 1084 | 455  | 35 | «Калгарі» (28), «Рейнджерс» (7)                      |
| 10 | Дірк Грегем    | 1983-1995 (12) | 772  | 219  | 35 | «Норз-Старс» (9), «Чикаго» (26)                      |

### Діючі гравці НХЛ
Нижче поданий список найкращих снайперів НХЛ серед гравців, котрі продовжують свої виступи в лізі.
| №  | Гравець             | Роки виступів | Ігри | Голи | Сер.  | Клуби |
| -- | ------------------- | ------------- | ---- | ---- | ----- | --- |
| 11 | Яромир Ягр          | з 1990 (20)   | 1415 | 690  | 0,488 | «Піттсбург» (439), «Вашингтон» (83), «Рейнджерс» (124), «Філадельфія» (19), «Даллас» (14), «Бостон» (2), «Нью-Джерсі» (9) |
| 2  | Теему Селянне       | з 1992 (21)   | 1408 | 678  | 0,482 | «Вінніпег-1972» (147), «Анагайм» (451), «Сан-Хосе» (64), «Колорадо» (16)                                                  |
| 3  | Джером Ігінла       | з 1995 (18)   | 1256 | 534  | 0,425 | «Калгарі» (525), «Піттсбург» (5), «Бостон» (4)                                                                            |
| 4  | Маріан Госса        | з 1997 (16)   | 1038 | 444  | 0,428 | «Оттава» (188), «Атланта» (108), «Піттсбург» (3), «Детройт» (40), «Чикаго» (105)                                          |
| 5  | Данієль Альфредссон | з 1995 (18)   | 1198 | 430  | 0,359 | «Оттава» (426), «Детройт» (4)                                                                                             |
| 6  | Патрік Марло        | з 1997 (16)   | 1188 | 415  | 0,349 | «Сан-Хосе» (415) |
| 7  | Венсан Лекавальє    | з 1998 (15)   | 1056 | 391  | 0,370 | «Тампа-Бей» (383), «Філадельфія» (8)                                                                                      |
| 8  | Алекс Овечкін       | з 2006 (9)    | 623  | 391  | 0,628 | «Вашингтон» (391) |
| 9  | Райан Сміт          | з 1994 (19)   | 1216 | 380  | 0,313 | «Едмонтон» (290), «Айлендерс» (5), «Колорадо» (40), «Лос-Анджелес» (45)                                                   |
| 10 | Патрік Еліаш        | з 1995 (18)   | 1106 | 380  | 0,344 | «Нью-Джерсі» (380) |

## Плей-оф
Нижче поданий список найкращих снайперів НХЛ в матчах плей-оф.
| №  | Гравець        | Роки виступів  | Ігри | Голи | Сер.  | Клуби                                                                               |
| -- | -------------- | -------------- | ---- | ---- | ----- | ----------------------------------------------------------------------------------- |
| 1  | Вейн Грецкі    | 1979-1999 (20) | 208  | 122  | 0,587 | «Едмонтон» (81), «Лос-Анжелес» (29), «Сент-Луїс» (2), «Рейнжерс» (10)               |
| 2  | Марк Мессьє    | 1979-2004 (25) | 236  | 109  | 0,462 | «Едмонтон» (80), «Рейнджерс» (29)                                                   |
| 3  | Ярі Куррі      | 1980-1998 (17) | 200  | 106  | 0,530 | «Едмонтон» (92), «Лос-Анжелес» (10), «Рейнджерс» (3), «Анагайм» (1)                 |
| 4  | Бретт Халл     | 1986-2006 (19) | 202  | 103  | 0,510 | «Калгарі» (2), «Сент-Луїс» (67), «Даллас» (21), «Детройт» (13)                      |
| 5  | Гленн Андерсон | 1980-1996 (16) | 225  | 93   | 0,413 | «Едмонтон» (81), «Торонто» (7), «Рейнджерс» (3), «Сент-Луїс» (2)                    |
| 6  | Майк Боссі     | 1977-1987 (10) | 129  | 85   | 0,659 | «Айлендерс» (85)                                                                    |
| 7  | Джо Сакік      | 1988-2009 (20) | 172  | 84   | 0,488 | «Квебек» (7), «Колорадо» (77)                                                       |
| 8  | Моріс Рішар    | 1942-1960 (18) | 133  | 82   | 0,617 | «Монреаль» (82)                                                                     |
| 9  | Клод Лем'є     | 1983-2009 (21) | 234  | 80   | 0,342 | «Монреаль» (22), «Нью-Джерсі» (34), «Колорадо» (24)                                 |
| 10 | Жан Беліво     | 1950-1971 (21) | 162  | 79   | 0,488 | «Монреаль» (79)                                                                     |
| 11 | Яромир Ягр     | з 1990 (20)    | 202  | 78   | 0,386 | «Піттсбург» (65), «Вашингтон» (2), «Рейнджерс» (10), «Філадельфія» (1)              |
| 12 | Маріо Лем'є    | 1984-2006 (17) | 107  | 76   | 0,710 | «Піттсбург» (76)                                                                    |
| 13 | Діно Сісареллі | 1980-1999 (19) | 141  | 73   | 0,518 | «Норз-Старс» (28), «Вашингтон» (21), «Детройт» (24)                                 |
| 14 | Еса Тіканен    | 1985-1999 (14) | 186  | 72   | 0,387 | «Едмонтон» (51), «Рейнджерс» (13), «Сент-Луїс» (2), «Ванкувер» (3), «Вашингтон» (3) |
| 15 | Брайан Троттьє | 1975-1994 (18) | 221  | 71   | 0,321 | «Айлендерс» (64), «Піттсбург» (7)                                                   |